# August Georg Uhle
August Georg Uhle (* 16. Januar 1737 in Braunschweig; † 12. Mai 1804 in Hannover) war ein deutscher lutherischer Theologe und Generalsuperintendent der Generaldiözesen Hoya-Diepholz und Calenberg.

## Leben
Uhle war ein Sohn des Hauptmanns Christoph Uhle. Nach dem Studium der Theologie wurde er Hilfspfarrer in Braunschweig, 1770 Pastor an der Aegidienkirche in Hannover, 1793 erster Pastor an der Neustädter Hof- und Stadtkirche St. Johannis. Zugleich war er von 1794 bis 1798 Generalsuperintendent für die Generaldiözese Hoya-Diepholz und ab 1798 für Calenberg.